# Monstera Adansona
Monstera Adansona (Monstera adansonii Schott) – gatunek wieloletnich, wiecznie zielonych pnączy z rodziny obrazkowatych, pochodzący z obszaru od Belize do Peru i Brazylii, introdukowany w Portoryko, zasiedlający lasy deszczowe strefy równikowej. 
Z uwagi na atrakcyjne liście gatunek ten jest uprawiany jako roślina pokojowa.